# Nevraphes carinatus
Nevraphes carinatus är en skalbaggsart som först beskrevs av Étienne Mulsant 1861.  Nevraphes carinatus ingår i släktet Nevraphes, och familjen glattbaggar. Arten har ej påträffats i Sverige.